# Hugon Kuder

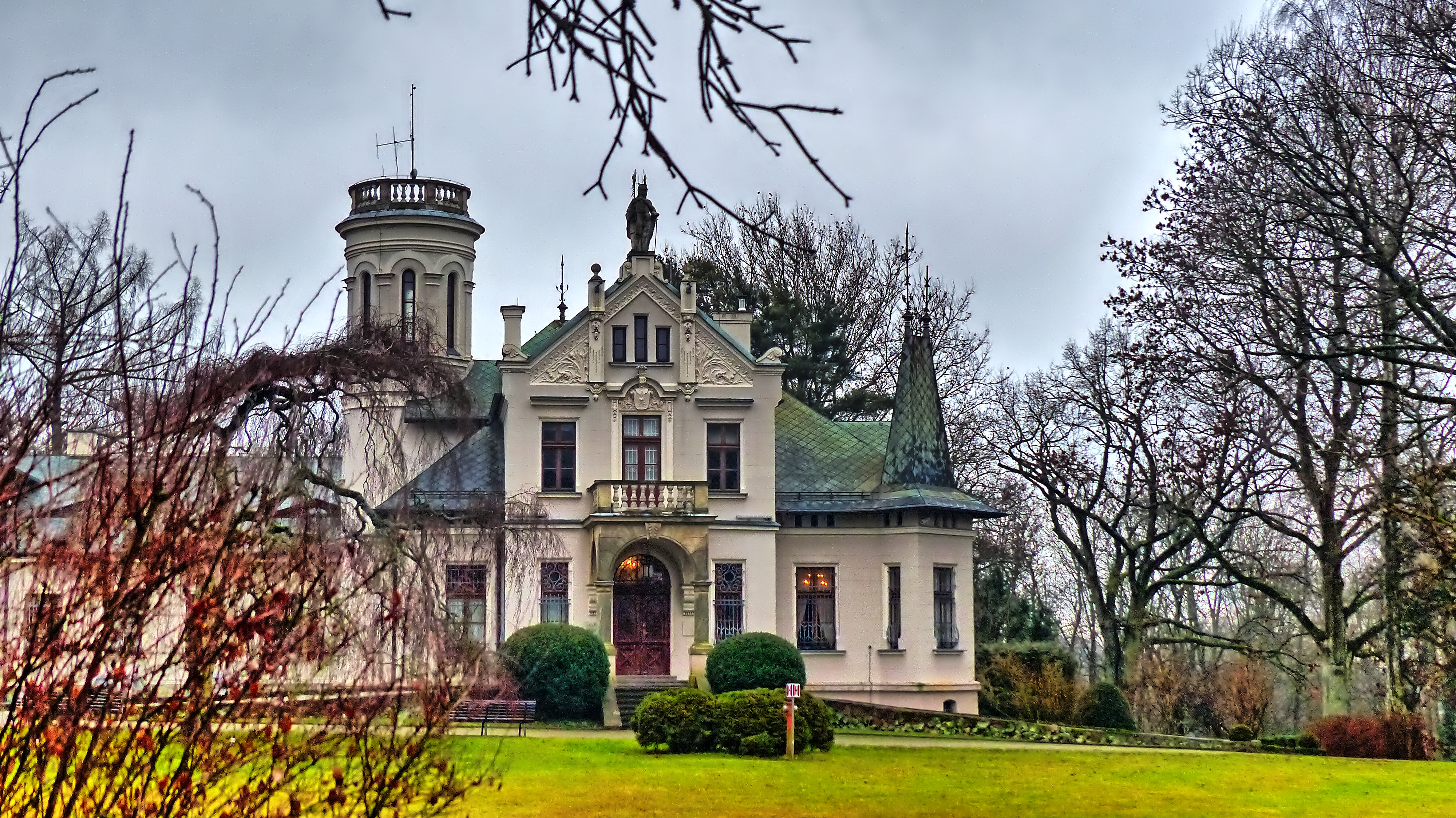
Pałacyk Henryka Sienkiewicza w Oblęgorku

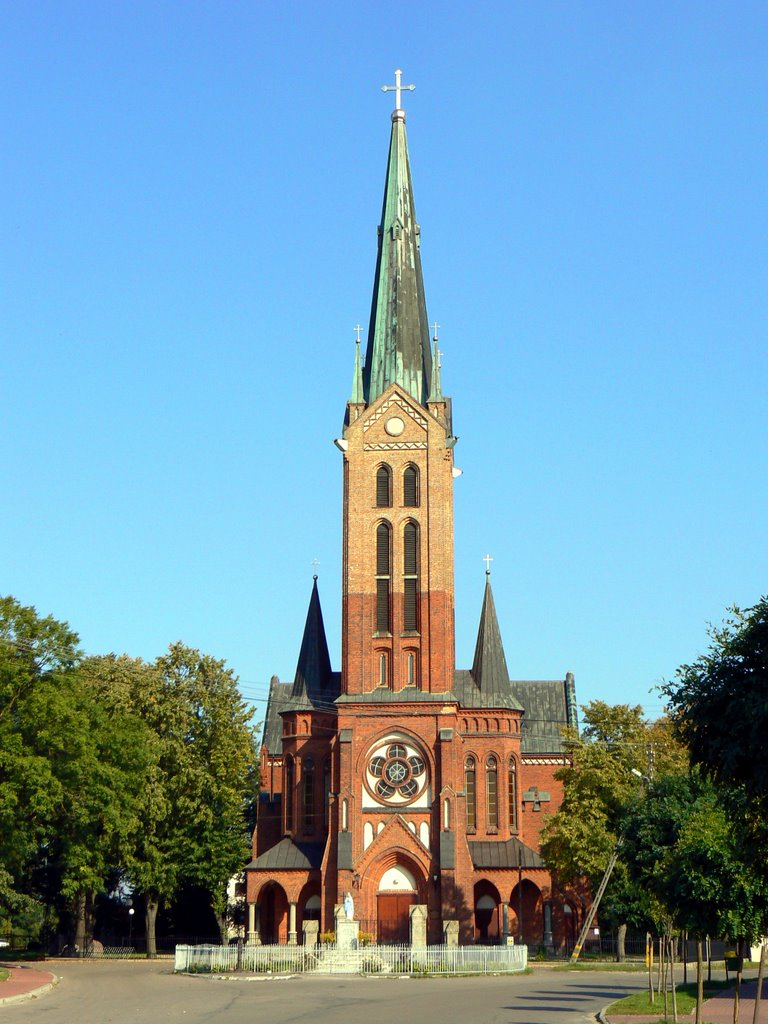
Neogotycki kościół w Postoliskach (1913–1919)

Hugo Karol Ernest Kuder spotykany jest też zapis Hugon Kuder (ur. 21 listopada 1866, zm. 8 czerwca 1931) – polski architekt aktywny głównie w Warszawie.

## Życiorys
Absolwent Politechniki Berlińskiej. Zaprojektował wzniesiony w latach 1900–1902 dworek w Oblęgorku dla Henryka Sienkiewicza. Był autorem zrealizowanego projektu przebudowy fasady rzymskokatolickiej katedry warszawskiej dokonanej w latach 1901–1903. W okresie 1907–1909 wzniesiono wg jego projektu ceglany, neogotycki kościół pw. św. Józefa Oblubieńca NMP w Mirkowie. W 1916 opracował projekt kościoła pw. Matki Boskiej Częstochowskiej przy ul. Łazienkowskiej w Warszawie, świątynię zaczęto wznosić w 1916, ale ostatecznie zbudowano w latach 1923–1933 (została zniszczona w czasie powstania warszawskiego, a resztki w trakcie budowy Trasy Łazienkowskiej). Od 1919 Hugo Kuder kierował budową bazyliki Najświętszego Serca Jezusowego na Pradze. Jego autorstwa jest też neogotycka kaplica grobowa Buchholtzów na cmentarzu ewangelickim w Supraślu z 1904.
W Zawierciu zachowały się dwa dzieła Kudera: na terenie osiedla robotniczego TAZ willa dyrektora Towarzystwa Akcyjnego Zawiercie S. Szymańskiego, wzniesiona w latach 1896–1897 oraz bazylika kolegiacka Świętych Apostołów Piotra i Pawła z lat 1896–1903. Według projektu H. Kudera w 1914 powstał zachowany do dziś neobarokowy gmach kaliskiej ówczesnej filii warszawskiego Banku Handlowego przy obecnej ulicy Śródmiejskiej.